# Loris Stecca
Loris Stecca (né le 30 mars 1960  à Santarcangelo di Romagna, en Émilie-Romagne) est un boxeur italien.

## Biographie
Passé professionnel en 1980, Loris Stecca devient champion d'Italie des poids plumes en 1981 puis champion d'Europe EBU de la catégorie en 1983. Il s'empare l’année suivante du titre de champion du monde des super-coqs WBA le 22 février 1984 après sa victoire par arrêt de l'arbitre au 12e round contre Leonardo Cruz. Il est en revanche battu dès le combat suivant au 8e round le 26 mai 1984 par Victor Callejas. Défait également lors du combat revanche, il met un terme à sa carrière en 1988 sur un bilan de 55 victoires, 2 défaites et 2 matchs nuls.